# Юргорден (футбольний клуб)
«Юрго́рден» ІФ (швед. Djurgårdens IF Fotboll) — шведський футбольний клуб зі Стокгольма.

## Історія
Заснований 12 березня 1891 року у кафе на одному з островів Стокгольма, що мав назву Юргорден. Спочатку «Юргорден» складався з 20 молодих спортсменів, єдиною вимогою для включення в клуб було проживання на однойменному острові.
У 1904 році «Юргорден» вперше грав у фіналі чемпіонату Швеції, проведеного в ту пору по олімпійській системі. Однак, з рахунком 1:2 програв «Ергрюте». У 1912 році на місці старого стадіону у зв'язку з проведенням Олімпійських ігор була побудована нова арена — «Олімпійський стадіон» і клуб був змушений перебратися на футбольний стадіон Traneberg's IP. Під час Олімпіади, в тому ж 1912 році в історії клубу відбулася знаменна подія — перемога в національній першості. У фіналі був обіграний «Ергрюте». У наступні кілька років клуб завоював ще три чемпіонства 1915 1917 і 1920 років, підтвердивши свій високий рівень. 
В 1936 році «Юргорден» знову змінив домашню арену. Коли стокгольмський АІК змінив Олімпійський стадіон на «Росунду» (Råsunda Football Stadium), «Юргорден» став грати на Олімпійському стадіоні і залишається на ньому дотепер. Всього кілька разів (коли Стокгольмський стадіон був занадто малий або коли він реконструювався) «Юргорден» проводив свої домашні матчі на «Росунді» або інших стадіонах. Після 2013 року «Юргорден» планує переїхати на споруджуваний стадіон «Tele2 Arena», оскільки Олімпійський стадіон не відповідає вимогам Шведської федерації футболу.
У 1955 році після тривалої перерви «Юргорден» вп'яте став чемпіоном Швеції. Свій успіх команда повторила 1959, 1964 і 1966 роках.
1981 рік був затьмарений вильотом у другий дивізіон, де команда грала велику частину часу, лише зрідка, в 1985, 1988, 1992 і 1999 роках з'являючись у вищому дивізіоні. Проте, у сезоні 1989/90 «Юргорден» зумів здобути Кубок Швеції. 
У 2001 році, ледь повернувшись у перший дивізіон, «Юргорден» сенсаційно зайняв друге місце в національному чемпіонаті. А у 2002 році, після довгих 36-ти років очікування, виграв його, закріпивши успіх перемогою в кубку. У 2003, 2005 роках, вигравши чемпіонат Швеції, став 11-разовим чемпіоном своєї країни. У 2007 році зайняв у чемпіонаті третє місце. У 2004 році виграв Кубок Швеції, обігравши у фіналі ІФК Гетеборг 3:1.

## Вболівальники

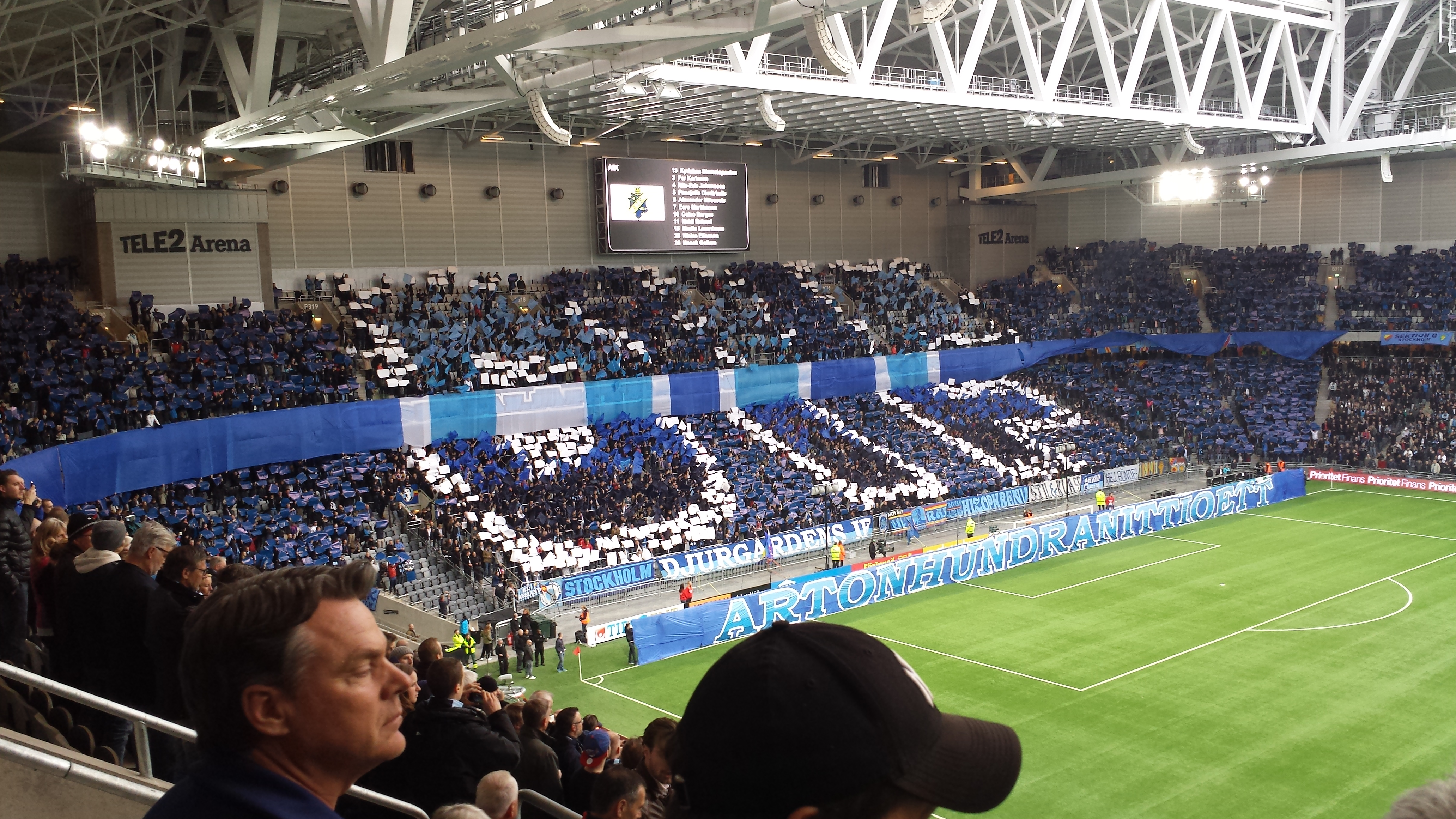
Перформанс вболівальників «Юргордена» на матчі.

«Юргорден» є одним із найбільш підтримуваних клубів у Швеції, більшість його прихильників живуть у Стокгольмі та сусідніх передмістях.

### Відомі вболівальники клубу
- Карл XVI Густав,[2] король Швеції
- Фредрік Райнфельдт,[2] колишній прем'єр-міністр Швеції
- Улоф Пальме,[3] колишній прем'єр-міністр Швеції
- Крістер Фуглесанг,[4] шведський космонавт, перший скандинав у космосі

## Стадіон

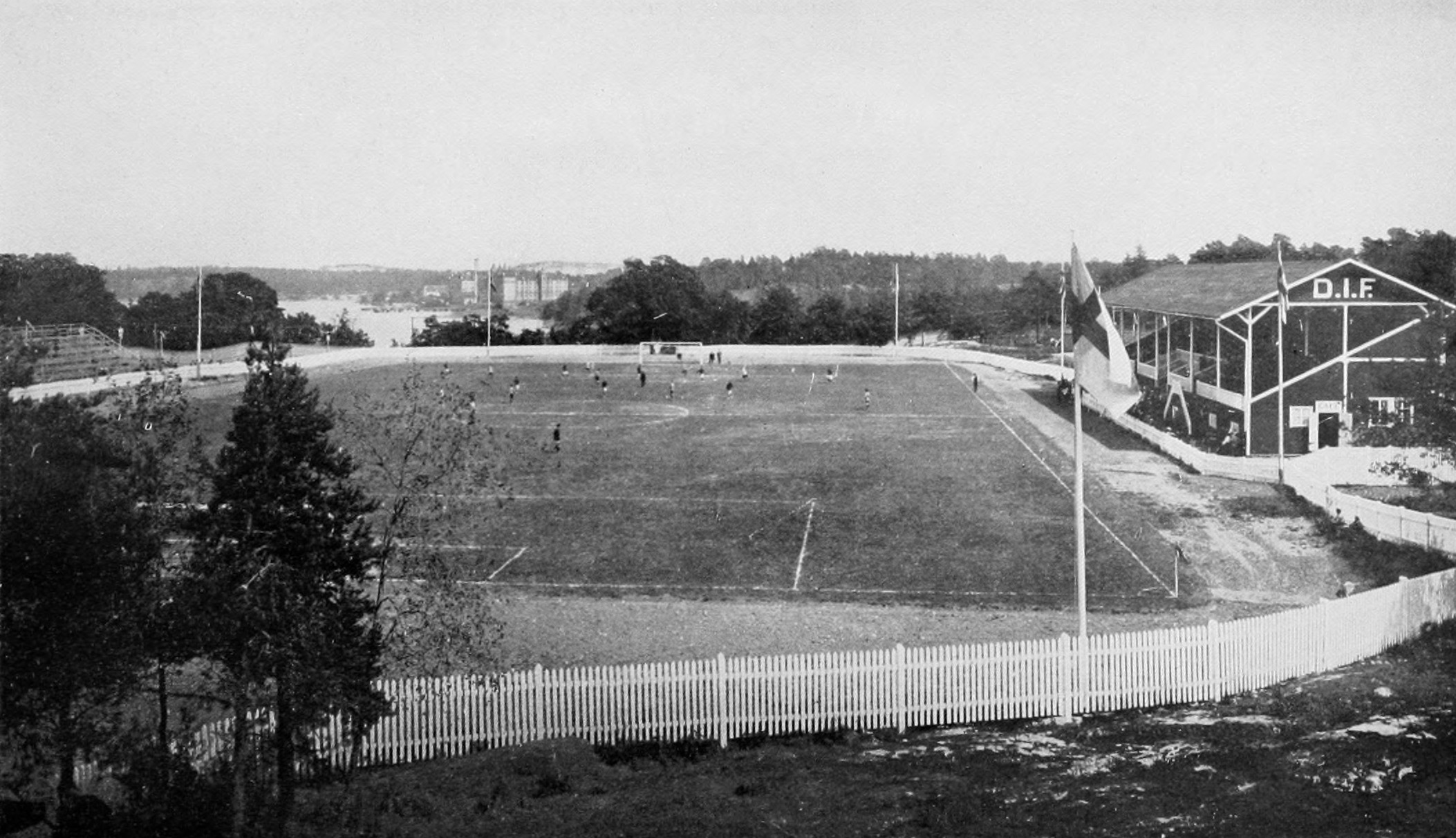
«Ідроттсплатс» (1911-1936)

Одним з перших стадіонів, на якому грав «Юргорден» був столичний «Ідроттсплатс», де команда грала з 1911 по 1936 роки.

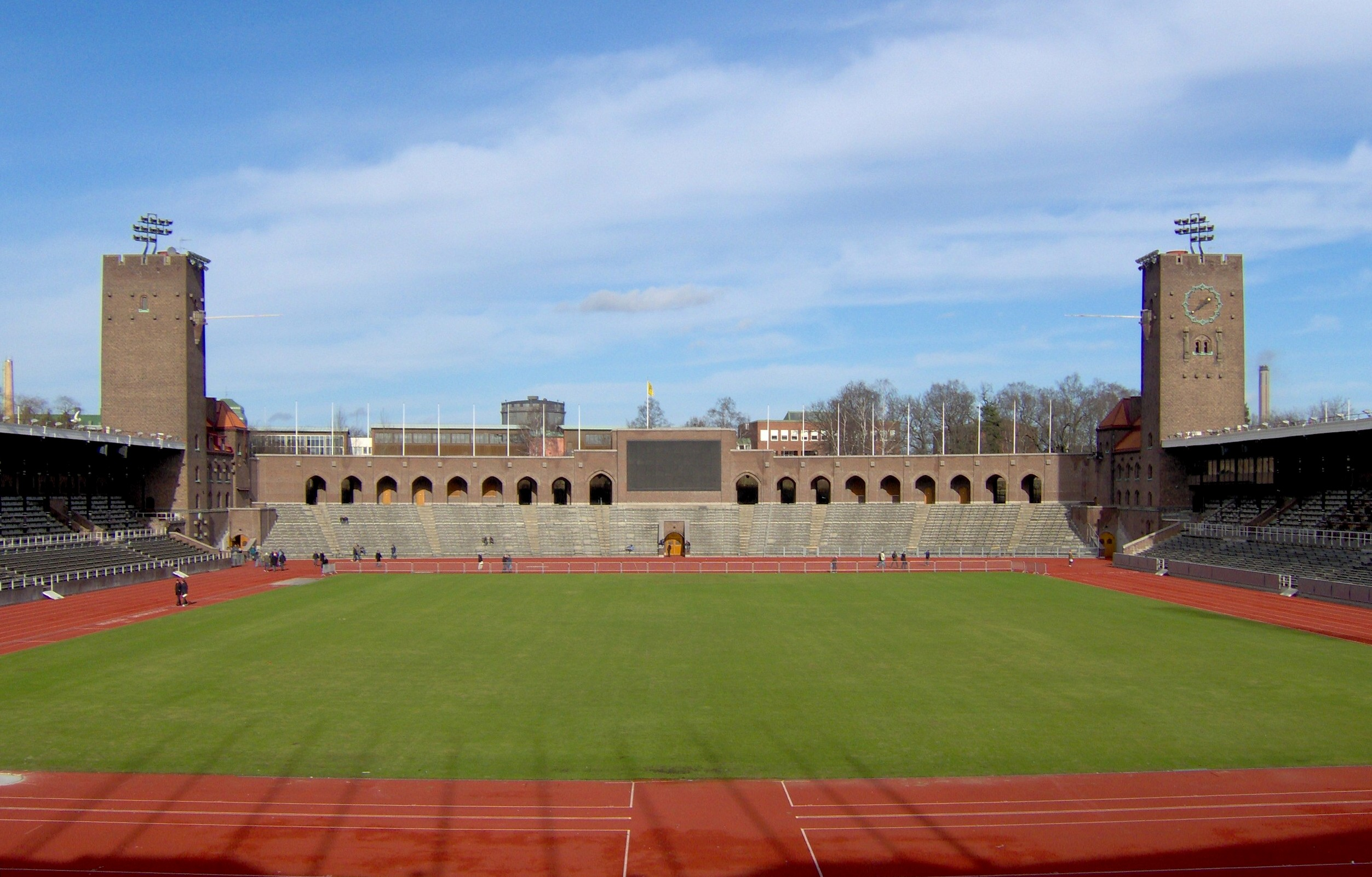
«Олімпійський стадіон» (1936-2013)

З 1936 по 2013 роки основним стадіоном клубу був «Олімпійський». Як резервний використовувався «Росунда». Олімпійський сттадіон був зведений у 1912 році і не відповідав вимогам УЄФА.

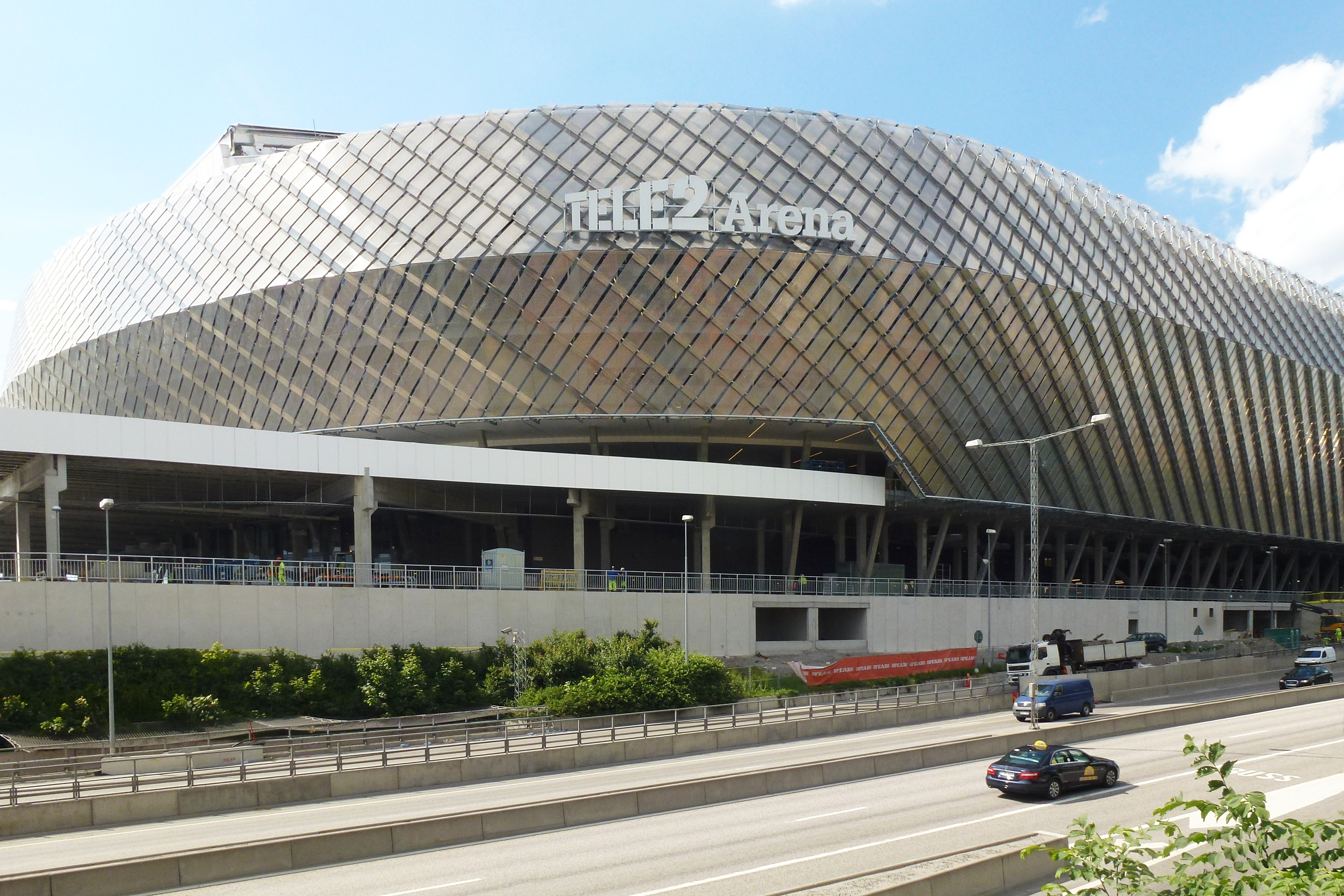
«Теле2 Арена» (2013-)

Досягнення клуба на початку 2000-х років змусили керівництво шукати можливостей для зведення нового стадіону з сучасною інфраструктурою та окремими місцями. Але кошторис клубу не дозволяв збудувати власний стадіон і було прийнято рішення з 2013 року проводити домашні ігри на «Теле2 Арена».

## Досягнення
- Чемпіонат Швеції:
  - Переможці (4): 1912, 1915, 1917, 1920

- Аллсвенскан:
  - Переможці (8): 1954—1955, 1959, 1964, 1966, 2002, 2003, 2005, 2019
  - Друге місце (4): 1962, 1967, 2001, 2022

- Кубок Швеції:
  - Переможці (5): 1989—1990, 2002, 2004, 2005, 2018
  - Фіналісти (4): 1951, 1974—1975, 1988—1989, 2012–2013

## Сезони в чемпіонаті Швеції
| Сезон | Рівень | Ліга        | Підгрупа | Місце | Примітки              |
| ----- | ------ | ----------- | -------- | ----- | --------------------- |
| 1991  | 1      | Аллсвенскан |          | 5     |                       |
| 1992  | 1      | Аллсвенскан |          | 7     | Вибув                 |
| 1993  | 2      | Дивізіон 1  | Північ   | 3     |                       |
| 1994  | 2      | Дивізіон 1  | Північ   | 1     | Підвищився            |
| 1995  | 1      | Аллсвенскан |          | 6     |                       |
| 1996  | 1      | Аллсвенскан |          | 13    | Вибув                 |
| 1997  | 2      | Дивізіон 1  | Північ   | 2     | Плей-оф на підвищення |
| 1998  | 2      | Дивізіон 1  | Північ   | 1     | Підвищився            |
| 1999  | 1      | Аллсвенскан |          | 14    | Вибув                 |
| 2000  | 2      | Супереттан  |          | 1     | Підвищився            |
| 2001  | 1      | Аллсвенскан |          | 2     |                       |
| 2002  | 1      | Аллсвенскан |          | 1     | Чемпіон               |
| 2003  | 1      | Аллсвенскан |          | 1     | Чемпіон               |
| 2004  | 1      | Аллсвенскан |          | 4     |                       |
| 2005  | 1      | Аллсвенскан |          | 1     | Чемпіон               |
| 2006  | 1      | Аллсвенскан |          | 6     |                       |
| 2007  | 1      | Аллсвенскан |          | 3     |                       |
| 2008  | 1      | Аллсвенскан |          | 12    |                       |
| 2009  | 1      | Аллсвенскан |          | 14    | Плей-оф на вибування  |
| 2010  | 1      | Аллсвенскан |          | 10    |                       |
| 2011  | 1      | Аллсвенскан |          | 11    |                       |
| 2012  | 1      | Аллсвенскан |          | 9     |                       |
| 2013  | 1      | Аллсвенскан |          | 7     |                       |
| 2014  | 1      | Аллсвенскан |          | 7     |                       |
| 2015  | 1      | Аллсвенскан |          | 6     |                       |
| 2016  | 1      | Аллсвенскан |          | 7     |                       |
| 2017  | 1      | Аллсвенскан |          | 3     |                       |
| 2018  | 1      | Аллсвенскан |          | 7     |                       |
| 2019  | 1      | Аллсвенскан |          | 1     | Чемпіон               |
| 2020  | 1      | Аллсвенскан |          | 4     |                       |
| 2021  | 1      | Аллсвенскан |          | 3     |                       |
| 2022  | 1      | Аллсвенскан |          | 2     |                       |
| 2023  | 1      | Аллсвенскан |          | 4     |                       |
| 2024  | 1      | Аллсвенскан |          | 4     |                       |

## Склад команди
Станом на 18 квітня 2025
| №  | Поз. | Нац.      | Гравець                    |
| -- | ---- | --------- | -------------------------- |
| 2  | ЗХ   | Швеція    | Пйотр Йоганссон            |
| 3  | ЗХ   | Швеція    | Маркус Даніельсон          |
| 4  | ЗХ   | Швеція    | Якоб Уне Ларссон (капітан) |
| 5  | ЗХ   | Фінляндія | Міро Тенго                 |
| 6  | ПЗ   | Фінляндія | Расмус Шуллер              |
| 7  | ПЗ   | Норвегія  | Тобіас Гулліксен           |
| 8  | ПЗ   | Швеція    | Альбін Екдаль              |
| 9  | НП   | Данія     | Аугуст Пріске              |
| 10 | НП   | Норвегія  | Токмак Нгуен               |
| 11 | НП   | Швеція    | Закарія Саво               |
| 12 | ЗХ   | Швеція    | Тео Бергвалль              |
| 13 | ПЗ   | Швеція    | Даніел Стенссон            |
| 14 | ПЗ   | Швеція    | Гампус Фіннделл            |

| №  | Поз. | Нац.      | Гравець           |
| -- | ---- | --------- | ----------------- |
| 15 | НП   | Швеція    | Оскар Фалленіус   |
| 18 | ЗХ   | Фінляндія | Адам Столь        |
| 19 | ЗХ   | Швеція    | Віктор Берг       |
| 20 | ПЗ   | Фінляндія | Матіас Сільтанен  |
| 21 | ЗХ   | Швеція    | Мікаель Маркес    |
| 22 | ПЗ   | Швеція    | Патрік Ослунд     |
| 23 | НП   | Словенія  | Ніно Жугель       |
| 27 | ЗХ   | Японія    | Кейта Косугі      |
| 29 | НП   | Фінляндія | Сантері Хаарала   |
| 30 | ВР   | Швеція    | Малкольм Нільссон |
| 35 | ВР   | Швеція    | Якоб Рінне        |
| 40 | ВР   | Швеція    | Макс Кроон        |
| 45 | ВР   | Сербія    | Філіп Манойлович  |

## Виступи в єврокубках
| Турнір                       | М   | В   | Н  | П   | РМ      |
| ---------------------------- | --- | --- | -- | --- | ------- |
| Кубок європейських чемпіонів | 08  | 02  | 01 | 05  | 07-16   |
| Ліга чемпіонів УЄФА          | 09  | 02  | 04 | 03  | 10-14   |
| Кубок володарів кубків УЄФА  | 08  | 01  | 03 | 04  | 10-11   |
| Кубок ярмарків               | 04  | 0   | 01 | 03  | 04-12   |
| Кубок УЄФА                   | 22  | 08  | 06 | 08  | 29-31   |
| Ліга Європи УЄФА             | 04  | 01  | 01 | 02  | 04-50   |
| Ліга конференцій УЄФА        | 034 | 020 | 04 | 010 | 057-380 |
| Разом                        | 89  | 34  | 20 | 35  | 121-127 |

Останнє оновлення: 09.05.2025

### Кубок європейських чемпіонів
| Сезон     | Раунд |           | Клуб                   | Рахунок  |
| --------- | ----- | --------- | ---------------------- | -------- |
| 1955—1956 | 1/8   | Польща    | «Гвардія» (Варшава)    | 0-0, 4-1 |
| 1955—1956 | 1/4   | Шотландія | «Гіберніан» (Единбург) | 1-3, 0-1 |
| 1965—1966 | 1/16  | Болгарія  | «Левські» (Софія)      | 2-1, 0-6 |
| 1967—1968 | 1/16  | Польща    | «Гурник» (Забже)       | 0-3, 0-1 |

8 матчів, 2 перемоги, 1 нічия, 5 поразок, різниця м'ячів 7—16.

### Ліга чемпіонів УЄФА
| Сезон     | Раунд |            | Клуб                     | Рахунок  |
| --------- | ----- | ---------- | ------------------------ | -------- |
| 2002—2003 | 2Q    | Сербія     | «Партизан» (Белград)     | 1-1, 2-2 |
| 2004—2005 | 2Q    | Литва      | ФБК Каунас               | 0-0, 2-0 |
| 2004—2005 | 3Q    | Італія     | «Ювентус» (Турин)        | 2-2, 1-4 |
| 2006—2007 | 2Q    | Словаччина | МФК Ружомберок           | 1-0, 1-3 |
| 2020—2021 | 1Q    | Угорщина   | «Ференцварош» (Будапешт) | 0-2      |

9 матчів, 2 перемоги, 4 нічиї, 3 поразки, різниця м'ячів 10—14.

### Кубок володарів кубків УЄФА
| Сезон     | Раунд |            | Клуб                 | Рахунок  |
| --------- | ----- | ---------- | -------------------- | -------- |
| 1975—1976 | 1/16  | Уельс      | Рексем АФК           | 1-2, 1-1 |
| 1989—1990 | 1/16  | Люксембург | «Уніон» (Люксембург) | 0-0, 5-0 |
| 1989—1990 | 1/8   | Іспанія    | «Реал» (Вальядолід)  | 0-2, 2-2 |
| 1990—1991 | 1/16  | Ісландія   | «Фрам» (Рейк'явік)   | 0-3, 1-1 |

8 матчів, 1 перемога, 3 нічиї, 4 поразки, різниця м'ячів 10—11.

### Кубок ярмарків
| Сезон     | Раунд |        | Клуб                            | Рахунок  |
| --------- | ----- | ------ | ------------------------------- | -------- |
| 1964—1965 | 1R    | Англія | «Манчестер Юнайтед» (Манчестер) | 1-1, 1-6 |
| 1966—1967 | 1R    | НДР    | «Локомотив» (Ляйпциг)           | 1-3, 1-2 |

4 матчі, 1 нічия, 3 поразки, різниця м'ячів 4—12.

### Кубок УЄФА
| Сезон     | Раунд |            | Клуб                     | Рахунок  |
| --------- | ----- | ---------- | ------------------------ | -------- |
| 1971–1972 | 1/32  | Югославія  | ОФК Белград              | 1-4, 2-2 |
| 1974–1975 | 1/32  | Норвегія   | «Старт» (Крістіансанн)   | 2-1, 5-0 |
| 1974–1975 | 1/16  | Чехія      | «Дукла» (Прага)          | 0-2, 1-3 |
| 1976—1977 | 1/32  | Нідерланди | «Феєнорд» (Роттредам)    | 0-3, 2-1 |
| 2002—2003 | Q     | Ірландія   | «Шемрок Роверс» (Дублін) | 2-0, 3-1 |
| 2002—2003 | 1R    | Данія      | ФК Копенгаген            | 3-1, 0-0 |
| 2002—2003 | 2R    | Франція    | «Жиронден» (Бордо)       | 0-1, 1-2 |
| 2004–2005 | 1R    | Нідерланди | ФК Утрехт                | 0-4, 3-0 |
| 2005–2006 | 2Q    | Ірландія   | «Корк Сіті» (Корк)       | 1-1, 0-0 |
| 2008—2009 | 1Q    | Естонія    | «Флора» (Таллінн)        | 0-0, 2-2 |
| 2008—2009 | 2Q    | Норвегія   | «Русенборг» (Тронхейм)   | 2-1, 0-5 |

22 матчі, 8 перемог, 6 нічиїх, 8 поразок, різниця м'ячів 29—31.

### Ліга Європи УЄФА
| Сезон     | Раунд |           | Клуб               | Рахунок  |
| --------- | ----- | --------- | ------------------ | -------- |
| 2018—2019 | 2Q    | Україна   | ФК Маріуполь       | 1-1, 1-2 |
| 2020—2021 | 2Q    | Гібралтар | Європа (Гібралтар) | 2-1      |
| 2020—2021 | 3Q    | Румунія   | ЧФР Клуж-Напока    | 0-1      |

4 матчі, 1 перемога, 1 нічия, 2 поразка, різниця м'ячів 4—5.

### Ліга конференцій УЄФА
| Сезон     | Раунд |            | Клуб                         | Рахунок  |
| --------- | ----- | ---------- | ---------------------------- | -------- |
| 2022—2023 | 2Q    | Хорватія   | «Рієка»                      | 2-1, 2-0 |
| 2022—2023 | 3Q    | Румунія    | «Сепсі» ОСК                  | 3-1, 3-1 |
| 2022—2023 | PO    | Кіпр       | «АПОЕЛ»                      | 3-0, 2-3 |
| 2022—2023 | Gr    | Бельгія    | «Гент»                       | 1-0, 4-2 |
| 2022—2023 | Gr    | Норвегія   | «Молде»                      | 3-2, 3-2 |
| 2022—2023 | Gr    | Ірландія   | «Шемрок Роверс» (Дублін)     | 0-0, 1-0 |
| 2022—2023 | 1/8   | Польща     | «Лех» (Познань)              | 0-2, 0-3 |
| 2023—2024 | 2Q    | Швейцарія  | «Люцерн»                     | 1-2, 1-1 |
| 2024—2025 | 2Q    | Люксембург | «Прогрес» (Нідеркорн)        | 3-0, 0-1 |
| 2024—2025 | 3Q    | Фінляндія  | «Ільвес» (Тампере)           | 1-1, 3-1 |
| 2024—2025 | PO    | Словенія   | «Марибор»                    | 1-0, 1-0 |
| 2024—2025 | LP    | Австрія    | «ЛАСК»                       | 2-2      |
| 2024—2025 | LP    | Португалія | «Віторія» (Гімарайнш)        | 1-2      |
| 2024—2025 | LP    | Греція     | «Панатінаїкос» (Афіни)       | 2-1      |
| 2024—2025 | LP    | Уельс      | «Нью-Сейнтс» (Ллансантфрайд) | 1-0      |
| 2024—2025 | LP    | Ісландія   | «Вікінгур» (Рейк'явік)       | 2-1      |
| 2024—2025 | LP    | Польща     | «Легія» (Варшава)            | 3-1      |
| 2024—2025 | 1/8   | Кіпр       | «Пафос»                      | 0-1, 3-0 |
| 2024—2025 | 1/4   | Австрія    | «Рапід» (Відень)             | 0-1, 4-1 |
| 2024—2025 | 1/2   | Англія     | «Челсі» (Лондон)             | 1-4, 0-1 |

34 матчі, 20 перемог, 4 нічиї, 10 поразок, різниця м'ячів 57—38.
- 1/32, 1/16, 1/8, 1/4, 1/2 — 1/32, 1/16, 1/8, 1/4, 1/2 фіналу.
- Q, 1Q, 2Q, 3Q — кваліфікаційні раунди.
- 1R, 2R — перший і другий раунд.
- PO — плей-оф.
- LP — етап ліги.

Разом: 89 матчів, 34 перемоги, 20 нічиїх, 35 поразок, різниця м'ячів 121—127.

## Відомі гравці
- Фредрік Стенман
- Тобіас Гисен
- Мікаель Дорсін
- Андреас Ісакссон
- Кім Чельстрем
- Юган Ельмандер